# らしさ/わたくしごと
「らしさ/わたくしごと」は、日本のバンド・SUPER BEAVERの通算6枚目のシングル。2014年9月24日に[NOiD]/murffin discsから発売された。

## 概要
前作「あなた (Another Ver.)」から9ヶ月ぶり、流通盤としては「シアワセ」以来4年10ヶ月ぶりとなるシングルで、初の両A面シングル。
表題曲の「らしさ」は日本テレビ系アニメ『ばらかもん』のオープニングテーマとなっており、SUPER BEAVERがアニメ主題歌を担当するのは「深呼吸」以来5年ぶり。
付属しているDVDには2014年5月23日に渋谷CLUB QUATTROにて行われたライブの映像が収録されている。

## 収録曲

### CD
1. らしさ [4:27]
作詞・作曲：柳沢亮太 / 編曲：SUPER BEAVER
  - 日本テレビ系アニメ『ばらかもん』オープニングテーマ
2. わたくしごと [4:11]
作詞・作曲：柳沢亮太 / 編曲：SUPER BEAVER

### DVD
1. あなた
2. 361°
3. 東京流星群
4. ありがとう
5. 約束。

## カバー
- Afterglow［美竹蘭（佐倉綾音）］ - 2019年1月31日にゲーム『バンドリ! ガールズバンドパーティ!』に収録[2]。